# Copa del Rey 1928
Die Copa del Rey 1928 war die 26. Austragung des spanischen Fußballpokals.
Der Wettbewerb startete am 31. Januar und endete mit dem zweiten Finalwiederholungsspiel am 29. Juni 1928 im Estadio El Sardinero in Santander. Titelverteidiger des Pokalwettbewerbes war Real Unión. Den Titel gewann der FC Barcelona durch einen 3:1-Erfolg im Finale gegen Real Sociedad.

Pokalsieger FC Barcelona: Forns (Trainer), Mas, Castillo, Llorens, Emil Walter, Guzmán, Carulla und Plattkó. Vorne: Piera, Sastre, Samitier, Arocha und Sagi.

## Teilnehmer
| Regionalbewerb         | Verein                                      |
| ---------------------- | ------------------------------------------- |
| Aragonien              | Iberia SD, Patria Aragón                    |
| Asturien               | Real Oviedo, RC Langreano                   |
| Balearen               | US Mahón                                    |
| Bizkaia                | Athletic Bilbao, CD Alavés                  |
| Extremadura            | Patria FC                                   |
| Galicien               | Deportivo La Coruña, Celta Vigo             |
| Gipuzkoa               | Real Unión, Real Sociedad                   |
| Kantabrien             | Racing Santander, Gimnástica de Torrelavega |
| Kastilien und León     | Cultural Leonesa, Unión Deportiva           |
| Campionat de Catalunya | FC Barcelona, CD Europa                     |
| Murcia                 | Real Murcia, FC Cartagena                   |
| Campeonato Centro      | Athletic Madrid, Real Madrid                |
| Region Süden           | Betis Sevilla, FC Sevilla                   |
| Valencia               | FC Levante, FC Valencia                     |

## Qualifikationsrunde
Die Hinspiele wurden am 31. Januar, die Rückspiele am 2. Februar 1928 ausgetragen.
|             | Gesamt |           | Hinspiel | Rückspiel |
| ----------- | ------ | --------- | -------- | --------- |
| Real Madrid | 10:10  | Patria FC | 7:0      | 3:1       |
| US Mahón    | 03:13  | CD Europa | 1:5      | 2:8       |

## Achtelfinale
Das Achtelfinale fand in vier Gruppen mit Hin- und Rückspielen statt. Die jeweiligen Gruppensieger und -zweiten qualifizierten sich für das Viertelfinale. Die Gruppenspiele wurden zwischen dem 5. Februar und 8. April ausgetragen.

### Gruppe 1
|                     |   |                     | Hinspiel | Rückspiel |
| ------------------- | - | ------------------- | -------- | --------- |
| Deportivo La Coruña | – | Real Oviedo         | 2:0      | 0:4       |
| Cultural Leonesa    | – | Celta Vigo          | 3:2      | 0:8       |
| RC Langreano        | – | Unión Deportiva     | 5:4      | 1:4       |
| Real Oviedo         | – | Celta Vigo          | 4:2      | 2:7       |
| Deportivo La Coruña | – | Unión Deportiva     | 6:0      | 4:1       |
| Cultural Leonesa    | – | RC Langreano        | 2:1      | 1:3       |
| Celta Vigo          | – | Deportivo La Coruña | 2:1      | 3:3       |
| Real Oviedo         | – | RC Langreano        | 7:0      | 5:1       |
| Unión Deportiva     | – | Cultural Leonesa    | 2:1      | 1:6       |
| Cultural Leonesa    | – | Real Oviedo         | 3:3      | 3:5       |
| RC Langreano        | – | Deportivo La Coruña | 0:4      | 0:4       |
| Celta Vigo          | – | Unión Deportiva     | 11:1     | 8:1       |
| RC Langreano        | – | Celta Vigo          | 1:5      | 1:7       |
| Deportivo La Coruña | – | Cultural Leonesa    | 6:1      | 2:3       |
| Unión Deportiva     | – | Real Oviedo         | 1:3      | 0:6       |

| Pl. | Verein              | Sp. | S | U | N | Tore    | Quote | Punkte |
| --- | ------------------- | --- | - | - | - | ------- | ----- | ------ |
| 1.  | Celta Vigo          | 10  | 7 | 1 | 2 | 055:170 | 3,24  | 15:50  |
| 2.  | Real Oviedo         | 10  | 7 | 1 | 2 | 039:190 | 2,05  | 15:50  |
| 3.  | Deportivo La Coruña | 10  | 6 | 1 | 3 | 032:140 | 2,29  | 13:70  |
| 4.  | Cultural Leonesa    | 10  | 4 | 1 | 5 | 023:330 | 0,70  | 09:11  |
| 5.  | RC Langreano        | 10  | 2 | 0 | 8 | 013:430 | 0,30  | 04:16  |
| 6.  | Unión Deportiva     | 10  | 2 | 0 | 8 | 015:510 | 0,29  | 04:16  |

### Gruppe 2
|                           |   |                           | Hinspiel | Rückspiel |
| ------------------------- | - | ------------------------- | -------- | --------- |
| Real Madrid               | – | Gimnástica de Torrelavega | 6:1      | 2:2       |
| Athletic Bilbao           | – | Athletic Madrid           | 3:1      | 4:2       |
| Racing Santander          | – | CD Alavés                 | 2:2      | 1:2       |
| Athletic Madrid           | – | CD Alavés                 | 1:3      | 1:2       |
| Racing Santander          | – | Real Madrid               | 4:0      | 2:3       |
| Athletic Bilbao           | – | Gimnástica de Torrelavega | 8:0      | 3:1       |
| Athletic Madrid           | – | Real Madrid               | 0:1      | 0:3       |
| CD Alavés                 | – | Athletic Bilbao           | 2:0      | 0:0       |
| Gimnástica de Torrelavega | – | Racing Santander          | 0:5      | 0:7       |
| Real Madrid               | – | Athletic Bilbao           | 3:2      | 1:3       |
| Racing Santander          | – | Athletic Madrid           | 6:2      | 4:1       |
| CD Alavés                 | – | Gimnástica de Torrelavega | 3:0      | 0:0       |
| Gimnástica de Torrelavega | – | Athletic Madrid           | 2:1      | 2:3       |
| Athletic Bilbao           | – | Racing Santander          | 3:1      | 0:2       |
| Real Madrid               | – | CD Alavés                 | 3:3      | 1:0       |

| Pl. | Verein                    | Sp. | S | U | N | Tore    | Quote | Punkte |
| --- | ------------------------- | --- | - | - | - | ------- | ----- | ------ |
| 1.  | CD Alavés                 | 10  | 5 | 4 | 1 | 017:900 | 1,89  | 14:60  |
| 2.  | Real Madrid               | 10  | 6 | 2 | 2 | 023:170 | 1,35  | 14:60  |
| 3.  | Racing Santander          | 10  | 6 | 1 | 3 | 034:130 | 2,62  | 13:70  |
| 4.  | Athletic Bilbao           | 10  | 6 | 1 | 3 | 026:130 | 2,00  | 13:70  |
| 5.  | Gimnástica de Torrelavega | 10  | 1 | 2 | 7 | 008:380 | 0,21  | 04:16  |
| 6.  | Athletic Madrid           | 10  | 1 | 0 | 9 | 012:300 | 0,40  | 02:18  |

### Gruppe 3
|               |   |               | Hinspiel | Rückspiel |
| ------------- | - | ------------- | -------- | --------- |
| FC Barcelona  | – | Iberia SD     | 4:1      | 1:0       |
| Real Unión    | – | CD Europa     | 2:1      | 3:0       |
| Patria Aragón | – | Real Sociedad | 0:3      | 1:4       |
| FC Barcelona  | – | Real Sociedad | 4:1      | 4:5       |
| Real Unión    | – | Patria Aragón | 8:0      | 7:0       |
| Iberia SD     | – | CD Europa     | 2:1      | 0:7       |
| Iberia SD     | – | Patria Aragón | 4:1      | 3:0       |
| CD Europa     | – | FC Barcelona  | 2:3      | 2:2       |
| Real Sociedad | – | Real Unión    | 4:1      | 1:3       |
| Patria Aragón | – | FC Barcelona  | 1:3      | 0:7       |
| Real Unión    | – | Iberia SD     | 2:1      | 4:3       |
| CD Europa     | – | Real Sociedad | 0:1      | 2:4       |
| Real Sociedad | – | Iberia SD     | 5:1      | 3:1       |
| FC Barcelona  | – | Real Unión    | 4:4      | 3:2       |
| Patria Aragón | – | CD Europa     | 2:3      | 2:4       |

| Pl. | Verein        | Sp. | S | U | N  | Tore    | Quote | Punkte |
| --- | ------------- | --- | - | - | -- | ------- | ----- | ------ |
| 1.  | FC Barcelona  | 10  | 7 | 2 | 1  | 035:180 | 1,94  | 16:40  |
| 2.  | Real Sociedad | 10  | 8 | 0 | 2  | 031:170 | 1,82  | 16:40  |
| 3.  | Real Unión    | 10  | 7 | 1 | 2  | 036:170 | 2,12  | 15:50  |
| 4.  | CD Europa     | 10  | 3 | 1 | 6  | 022:210 | 1,05  | 07:13  |
| 5.  | Iberia SD     | 10  | 3 | 0 | 7  | 016:280 | 0,57  | 06:14  |
| 6.  | Patria Aragón | 10  | 0 | 0 | 10 | 007:460 | 0,15  | 0:20   |

### Gruppe 4
|               |   |               | Hinspiel | Rückspiel |
| ------------- | - | ------------- | -------- | --------- |
| Betis Sevilla | – | FC Levante    | 4:2      | 1:0       |
| FC Valencia   | – | FC Cartagena  | 4:0      | 0:4       |
| Real Murcia   | – | FC Sevilla    | 1:2      | 2:1       |
| FC Levante    | – | FC Sevilla    | 2:0      | 1:0       |
| Real Murcia   | – | FC Valencia   | 1:0      | 1:3       |
| Betis Sevilla | – | FC Cartagena  | 3:0      | 2:4       |
| FC Sevilla    | – | Betis Sevilla | 3:3      | 1:1       |
| FC Cartagena  | – | Real Murcia   | 2:2      | 1:2       |
| FC Levante    | – | FC Valencia   | 1:3      | 2:4       |
| Real Murcia   | – | FC Levante    | 5:1      | 3:1       |
| FC Sevilla    | – | FC Cartagena  | 1:0      | 0:1       |
| FC Valencia   | – | Betis Sevilla | 3:3      | 1:0       |
| Betis Sevilla | – | Real Murcia   | 1:3      | 2:3       |
| FC Cartagena  | – | FC Levante    | 4:1      | 2:2       |
| FC Valencia   | – | FC Sevilla    | 1:1      | 2:7       |

| Pl. | Verein        | Sp. | S | U | N | Tore    | Quote | Punkte |
| --- | ------------- | --- | - | - | - | ------- | ----- | ------ |
| 1.  | Real Murcia   | 10  | 7 | 1 | 2 | 023:140 | 1,64  | 15:50  |
| 2.  | FC Valencia   | 10  | 5 | 2 | 3 | 021:200 | 1,05  | 12:80  |
| 3.  | FC Cartagena  | 10  | 4 | 2 | 4 | 018:170 | 1,06  | 10:10  |
| 4.  | FC Sevilla    | 10  | 3 | 3 | 4 | 016:140 | 1,14  | 09:11  |
| 5.  | Betis Sevilla | 10  | 3 | 3 | 4 | 020:200 | 1,00  | 09:11  |
| 6.  | FC Levante    | 10  | 2 | 1 | 7 | 013:260 | 0,50  | 05:15  |

## Viertelfinale
Die Hinspiele wurden am 15. April, die Rückspiele am 29. April 1928 ausgetragen.
|              | Gesamt |               | Hinspiel | Rückspiel |
| ------------ | ------ | ------------- | -------- | --------- |
| FC Barcelona | 9:5    | Real Oviedo   | 7:3      | 2:2       |
| Real Murcia  | 2:5    | CD Alavés     | 1:2      | 1:3       |
| Celta Vigo   | 2:4    | Real Sociedad | 2:1      | 0:3       |
| Real Madrid  | 3:4    | FC Valencia   | 2:2      | 1:2       |

## Halbfinale
Die Hinspiele wurden am 6. Mai, die Rückspiele am 13. Mai 1928 ausgetragen.
|               | Gesamt |             | Hinspiel | Rückspiel |
| ------------- | ------ | ----------- | -------- | --------- |
| Real Sociedad | 9:3    | FC Valencia | 7:0      | 2:3       |
| FC Barcelona  | 8:0    | CD Alavés   | 3:0      | 5:0       |

## Finale
Plattkó erlitt im ersten Finalspiel in der 38. Minute infolge eines Zusammenpralls mit Cholín eine Kopfwunde und konnte zunächst nicht weiterspielen. Seinen Platz im Tor übernahm daraufhin der gelernte Stürmer Arocha. Nachdem die Wunde mit sechs Stichen genäht worden war, kehrte Plattkó in der 49. Minute mit stark bandagiertem Kopf ins Tor zurück. Der spanische Dichter Rafael Alberti, der das Spiel im Stadion verfolgte, verfasste daraufhin zu Ehren des Torhüters das Gedicht "Oda a Platko".
| FC Barcelona                                                | FC Barcelona | Real Sociedad | Real Sociedad |
| ----------------------------------------------------------- | --- | --- | ------------- |
| FC Barcelona                                                | \| 20. Mai 1928 in Santander (Campos de Sport de El Sardinero) \| \| Ergebnis: 1:1 n. V. (1:1, 0:0) \| \| Zuschauer: 18.000 \| \| Schiedsrichter: Pedro Vallana \|                         | \| 20. Mai 1928 in Santander (Campos de Sport de El Sardinero) \| \| Ergebnis: 1:1 n. V. (1:1, 0:0) \| \| Zuschauer: 18.000 \| \| Schiedsrichter: Pedro Vallana \|                                    | Real Sociedad |
| FC Barcelona                                                | Ferenc Plattkó – Emil Walter, Enrique Mas – Ramón Guzmán, José Castillo, Domingo Carulla – Vicenç Piera, José Sastre, Josep Samitier , Ángel Arocha, Manuel Parera Cheftrainer: Romà Forns | Jesús Izaguirre – Antonio Arrillaga , Domingo Zaldúa – Amadeo Labarta, Martín Marculeta, Trino Arizcorreta – Paco Bienzobas, Ángel Mariscal, Cholín, Kiriki, Mariano Yurrita Cheftrainer: Benito Díaz | Real Sociedad |
| FC Barcelona                                                | 1:0 Josep Samitier (53.) | 1:1 Ángel Mariscal (83.) | Real Sociedad |
| 20. Mai 1928 in Santander (Campos de Sport de El Sardinero) | | |               |
| Ergebnis: 1:1 n. V. (1:1, 0:0)                              | | |               |
| Zuschauer: 18.000                                           | | |               |
| Schiedsrichter: Pedro Vallana                               | | |               |

### 1. Wiederholungsspiel
| FC Barcelona                                                | FC Barcelona | Real Sociedad | Real Sociedad |
| ----------------------------------------------------------- | --- | --- | ------------- |
| FC Barcelona                                                | \| 22. Mai 1928 in Santander (Campos de Sport de El Sardinero) \| \| Ergebnis: 1:1 n. V. (1:1, 0:1) \| \| Zuschauer: 15.000 \| \| Schiedsrichter: Pedro Escartín \|                   | \| 22. Mai 1928 in Santander (Campos de Sport de El Sardinero) \| \| Ergebnis: 1:1 n. V. (1:1, 0:1) \| \| Zuschauer: 15.000 \| \| Schiedsrichter: Pedro Escartín \|                                   | Real Sociedad |
| FC Barcelona                                                | Ramon Llorens – Emil Walter, Enrique Mas – Ramón Guzmán, Domingo Carulla, Andrés Bosch – Vicenç Piera, José Sastre, Josep Samitier , Ángel Arocha, Sagi-Barba Cheftrainer: Romà Forns | Jesús Izaguirre – Antonio Arrillaga , Domingo Zaldúa – Amadeo Labarta, Martín Marculeta, Trino Arizcorreta – Paco Bienzobas, Ángel Mariscal, Cholín, Kiriki, Mariano Yurrita Cheftrainer: Benito Díaz | Real Sociedad |
| FC Barcelona                                                | 1:1 Vicenç Piera (69.) | 0:1 Kiriki (32.) | Real Sociedad |
| FC Barcelona                                                | Platzverweis: Ramón Guzmán (70.) | Platzverweis: Cholín (80.) | Real Sociedad |
| 22. Mai 1928 in Santander (Campos de Sport de El Sardinero) | | |               |
| Ergebnis: 1:1 n. V. (1:1, 0:1)                              | | |               |
| Zuschauer: 15.000                                           | | |               |
| Schiedsrichter: Pedro Escartín                              | | |               |

### 2. Wiederholungsspiel
| FC Barcelona                                                 | FC Barcelona | Real Sociedad | Real Sociedad |
| ------------------------------------------------------------ | --- | --- | ------------- |
| FC Barcelona                                                 | \| 29. Juni 1928 in Santander (Campos de Sport de El Sardinero) \| \| Ergebnis: 3:1 (3:1) \| \| Zuschauer: 17.000 \| \| Schiedsrichter: Pablo Saracho \|                               | \| 29. Juni 1928 in Santander (Campos de Sport de El Sardinero) \| \| Ergebnis: 3:1 (3:1) \| \| Zuschauer: 17.000 \| \| Schiedsrichter: Pablo Saracho \|                                                      | Real Sociedad |
| FC Barcelona                                                 | Ramon Llorens – Emil Walter, Enrique Mas – Ramón Guzmán, José Castillo, Domingo Carulla – Vicenç Piera, José Sastre, Josep Samitier , Ángel Arocha, Sagi-Barba Cheftrainer: Romà Forns | Jesús Izaguirre – Antonio Arrillaga , Domingo Zaldúa – Amadeo Labarta, Martín Marculeta, Trino Arizcorreta – Paco Bienzobas, Ángel Mariscal, Cholín, Félix Ilundáin, Mariano Yurrita Cheftrainer: Benito Díaz | Real Sociedad |
| FC Barcelona                                                 | 1:0 Josep Samitier (8.) 2:1 Ángel Arocha (21.) 3:1 José Sastre (25.) | 1:1 Domingo Zaldúa (16., Elfm.) | Real Sociedad |
| FC Barcelona                                                 | Platzverweis: Domingo Carulla (65.) | Platzverweis: Ángel Mariscal (65.) | Real Sociedad |
| 29. Juni 1928 in Santander (Campos de Sport de El Sardinero) | | |               |
| Ergebnis: 3:1 (3:1)                                          | | |               |
| Zuschauer: 17.000                                            | | |               |
| Schiedsrichter: Pablo Saracho                                | | |               |